# Mariana de Ron
Mariana (Marianne Catherine) de Ron, född friherrinna von Imhoff 1782  i Weimar, död 1840  i Paris, var en svensk konstnär, 
Hon var dotter till majoren och friherren Carl von Imhoff till Mörlach och friherrinnan Louise von Schardt. Uppväxten präglades av familjens stora umgänge och kontakter med kulturlivet i Weimar. Goethe och Schiller var båda nära vänner till familjens rikt begåvade och diktande äldsta dotter Amalia. Systrarnas moster var dessutom Charlotte von Stein. Sitt konstnärliga intresse hade Mariana de Ron efter fadern som var en skicklig miniatyrmålare vid sidan av officersyrket. 
de Ron var främst akvarellist men målade även i olja. Hon medverkade i Konstakademiens utställningar 1808 och 1809. Hon tillhörde kretsen av romantiker kring Malla Silfverstolpe i Uppsala.
Hon gifte sig 1810 hos släkten på Kochbergs slott utanför Jena med den svenske grosshandlaren Jacob Fredrik Carl Gustaf De Ron (1780–1854) i hans andra äktenskap. Hon var mor till Eduard de Ron och Karl Ferdinand de Ron samt syster till Amalia von Helvig och Louise von Kloch. Bosatt i Stockholm redan innan äktenskapet då hon medföljt systern Amalia till Sverige sedan denna gift sig med svensktyske generalfälttygmästaren Carl von Helvig. Hon fanns representerad vid Konstakademiens utställningar med målningar i akvarell och olja 1808 och 1809, och tillhörde tillsammans med sin systrarna Amalia von Helvig och Louise von Kloch kretsen kring Malla Silfverstolpe.